# Nuclearelectrica
Nuclearelectrica, полное название Societatea Nationala «Nuclearelectrica» SA (рум. Национальное общество «Нуклеарэлектрика») — румынская государственная электроэнергетическая компания, занимающаяся строительством атомных электростанций и производством тепловой и электрической энергии на них, а также являющаяся оператором АЭС в Румынии. Компания основана в 1998 году, часть прав на неё принадлежит министерствам общественных финансов и экономики, торговли и деловой среды Румынии. Главой «Nuclearelectrica» в настоящее время является генеральный директор Теодор Чирика (рум. Theodor Chirica). «Nuclearelectrica» также является членом Всемирной ассоциации операторов атомных электростанций.

## Предыстория и история деятельности
- 1976: представлено технико-экономическое обоснование для создания румыно-канадского ядерного реактора CANDU.
- Декабрь 1978: румынская компания Romenergo заключила договор с канадской AECL для лицензирования, проектирования и закупки оборудования для строительства 1-го энергоблока АЭС Чернаводэ.
- Декабрь 1989: Румынская революция, работы на 1-м блоке приостановлены из-за политической нестабильности (готовность 45%).
- 2 декабря 1996: официальный ввод в эксплуатацию 1-го энергоблока АЭС Чернаводэ.
- 2 июля 1998: образование национальной компании «Nuclearelectrica».
- 5 октября 2007: официальный ввод в эксплуатацию 2-го энергоблока АЭС Чернаводэ.

## Текущая деятельность

### АЭС Чернаводэ
В ведении «Nuclearelectrica» по состоянию на 2016 год находится единственная румынская атомная электростанция — АЭС Чернаводэ с двумя реакторами CANDU-6 общей мощностью 1,4116 ГВт и среднегодовой выработкой энергии в 
5,613 ГВт•ч, что эквивалентно от 18% до 20 % электроэнергии, ежегодно потребляемой Румынией (в среднем 19,4% в год). Компания является одновременно и поставщиком топлива для АЭС.
В настоящее время идёт сооружение 3-го и 4-го блоков АЭС Чернаводэ (стоимость проекта около 3,5 млрд. долларов США). Предварительная договорённость о строительстве была достигнута 7 марта 2008 с компаниями ArcelorMittal, CEZ, Electrabel, Enel, Iberdrola и RWE. 22 октября 2015 было одобрено соглашение с китайской корпорацией CGN о дальнейшем оснащении 3-го и 4-го блоков АЭС Чернаводэ.

### Производство электроэнергии
В первом квартале 2015 года было произведено 2,997 ТВт электроэнергии при затратах электроэнергии в стране 2,762 ТВт. Для сравнения за весь 2008 год было произведено 11,2 ТВт электроэнергии, в 2000 — всего 5 ТВт.

### Финансовое положение
В декабре 2004 года в компании «Nuclearelectrica» работали 2416 человек. В октябре 2007 года Правительство Румынии особым распоряжением списало часть внешнего долга компании, составлявшего 1,419 млрд. румынских леев (примерно 429 млн. евро). Чистый доход компании за первый квартал 2015 года составил более 35 млн. румынских леев, что выше примерно на 11% по сравнению с первым кварталом 2014 года.